# George Sykes
George Sykes (9 de octubre de 1822 - 8 de febrero de 1880) fue un oficial de carrera del Ejército de los Estados Unidos y un general de la Unión durante la guerra civil estadounidense.
Se graduó en la Academia Militar de los Estados Unidos en 1842 y sirvió en numerosos conflictos, como la segunda guerra semínola y la guerra de Estados Unidos-México. Durante la Guerra Civil, fue nombrado comandante de la 2.ª División del V Cuerpo del ejército del Potomac durante la Campaña de la Península de 1862, y continuó en ese puesto durante la Segunda batalla de Bull Run, la batalla de Antietam, la batalla de Fredericksburg y la batalla de Chancellorsville.
Sykes asumió el mando del V Cuerpo el 28 de junio de 1863, tras el ascenso del general de división George G. Meade al mando de todo el ejército. El Cuerpo de Sykes luchó con distinción en el segundo día de la posterior batalla de Gettysburg, el 2 de julio. Fue criticado por su actuación en la batalla de Mine Run a finales de ese año, fue destituido del mando el 23 de marzo de 1864 y enviado a prestar servicio en Kansas. Sykes permaneció en el ejército después de la guerra y murió en 1880.

## Primeros años
Sykes nació en Dover, Delaware. Se graduó en la Academia Militar de los Estados Unidos en 1842 y ocupó el puesto 39 de 56 cadetes. Durante su época de cadete adquirió los apodos de "Tardy George" y "Slow Trot" Sykes. Fue comisionado como subteniente por derecho propio en el 3.º de Infantería de los Estados Unidos. Sirvió en la segunda guerra de los Seminoles, en la guerra mexicano-estadounidense y en muchos otros conflictos.
Sykes recibió el título de capitán por sus acciones en la batalla de Cerro Gordo. En virtud de su servicio en la Guerra de México, Sykes se convirtió en miembro del Club Azteca de 1847. Sykes continuó su servicio en la frontera y la lucha contra los indios, principalmente en Nuevo México, y fue ascendido a capitán titular en 1855. Su último destino en tiempos de paz fue Fort Clark, Texas.

## Guerra Civil

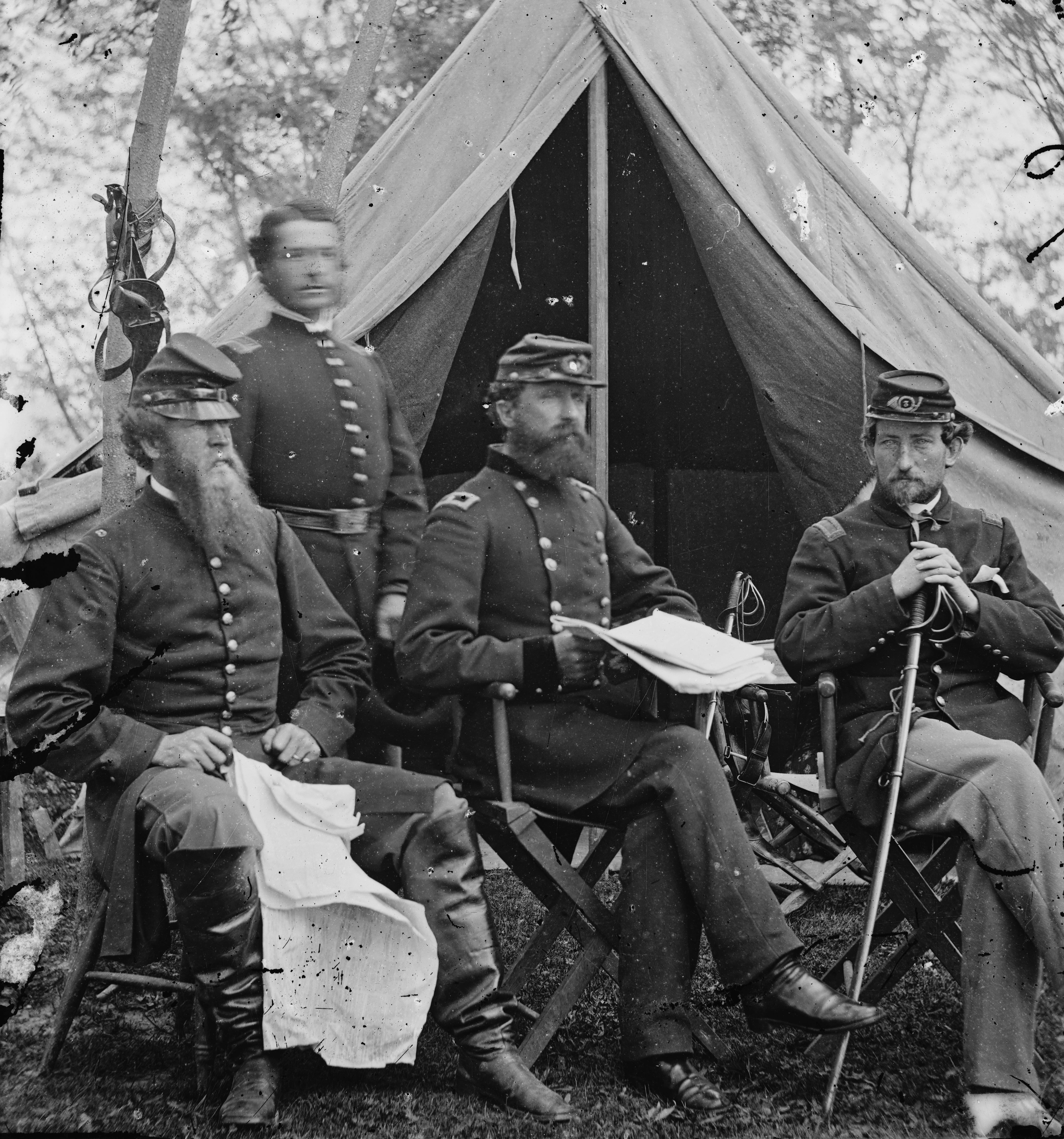
General Sykes y su personal

Al estallar la guerra de Secesión, Sykes fue asignado como comandante de la nueva 14.ª Infantería de los Estados Unidos. En la Primera batalla de Bull Run comandó el Batallón de Infantería Regular, un conjunto de ocho compañías del ejército regular de diferentes regimientos, los únicos regulares en el campo. Sykes obtuvo el mando de una brigada de regulares después de Bull Run, y fue ascendido a general de brigada de voluntarios el 28 de septiembre. Dirigió a sus regulares en la Campaña de la Península y ascendió al mando de una división en mayo de 1862 en el recién creado V Cuerpo. Sus hombres, que a menudo se referían a sí mismos como "los regulares de Sykes", se distinguieron defendiendo su posición en Gaines' Mill durante las batallas de los Siete Días, antes de que la línea de la Unión se rompiera en otros lugares.
Sykes fue el único comandante de división del ejército del Potomac que no fue recompensado con un ascenso a general de división después de las batallas de los Siete Días. Siguió liderando su división en el Segundo Bull Run, Antietam y Fredericksburg, aunque no estuvo muy involucrado en estas dos últimas batallas. En Chancellorsville, sus regulares lideraron el avance hacia la retaguardia confederada al comienzo de la batalla. La división de Sykes se enfrentó a la división del mayor general Lafayette McLaws en el Orange Turnpike.
La división de Sykes se vio obligada a retirarse después de ser atacada en el flanco derecho por la división del mayor general Robert E. Rodes, entonces el comandante del ejército, el mayor general Joseph Hooker, retiró nerviosamente su avance a una posición defensiva; y los hombres de Sykes no se comprometieron durante el resto de la campaña. Sykes finalmente recibió un ascenso a mayor general de voluntarios el 29 de noviembre de 1862. Ninguna de estas batallas demostró ninguna capacidad ofensiva agresiva o única por su parte. Cuando el comandante del cuerpo, el mayor general George G. Meade, fue ascendido para dirigir el ejército del Potomac el 28 de junio de 1863, Sykes asumió el mando del V Cuerpo.

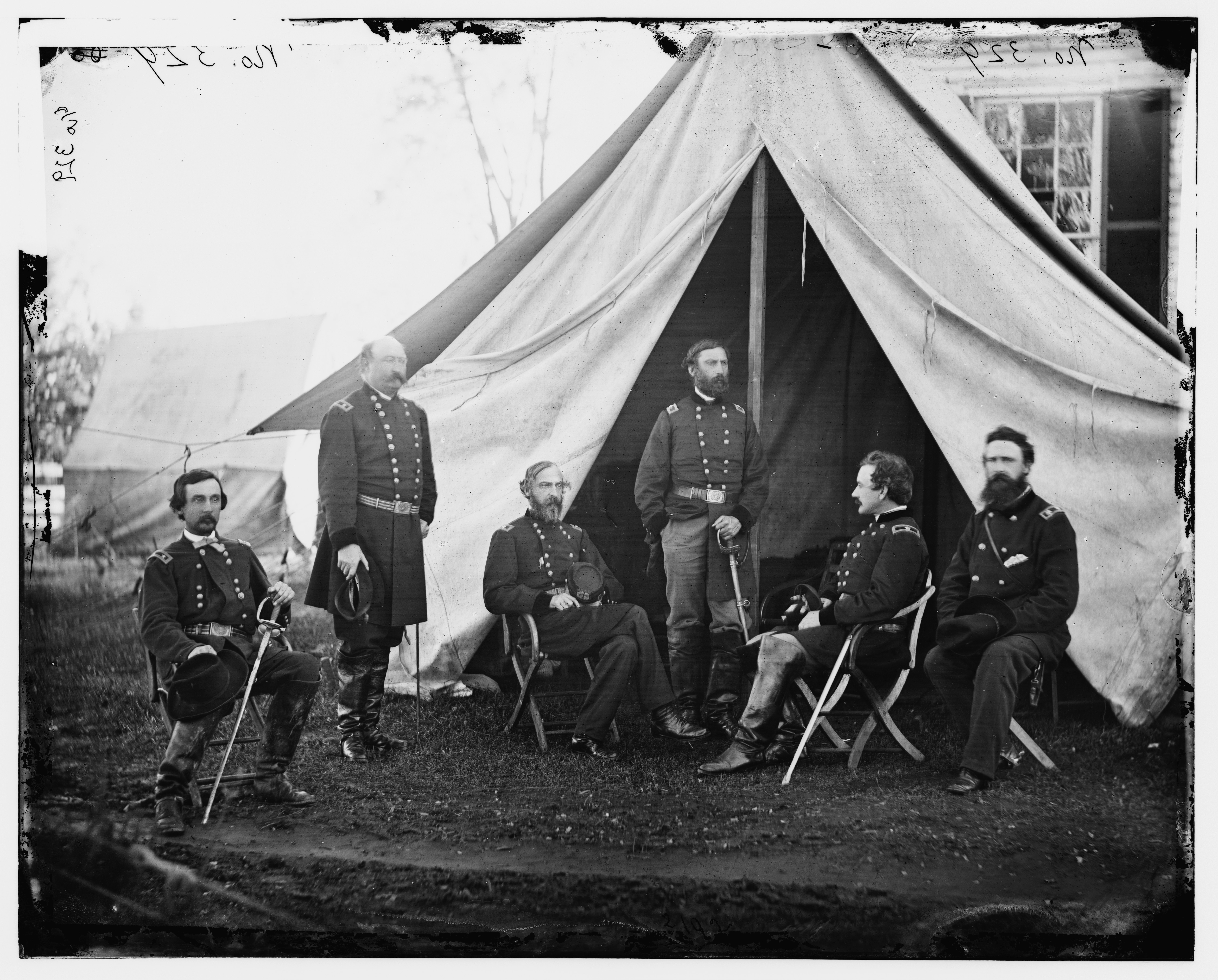
Comandantes del ejército del Potomac: Gouverneur K. Warren, William H. French, George G. Meade, Henry J. Hunt, Andrew A. Humphreys y George Sykes en septiembre de 1863

En la batalla de Gettysburg, el cuerpo de Sykes luchó en apoyo del asediado III Cuerpo en el flanco izquierdo de la Unión. En su 1.ª División (general de brigada James Barnes), la legendaria defensa de Little Round Top fue dirigida por el comandante de brigada coronel Strong Vincent y la 20.ª Infantería de Maine bajo el mando del coronel Joshua Lawrence Chamberlain. Su 3.ª División, la Reserva de Pensilvania, dirigida por el general de brigada Samuel W. Crawford, atacó desde Little Round Top, expulsó a los confederados a través del "Valle de la Muerte" y puso fin a los mortales combates en el Campo de Trigo. Pero hay poco en el registro histórico que destaque cualquier contribución personal hecha por Sykes.
El 16 de octubre de 1863, Sykes fue ascendido a teniente coronel del ejército regular.
En la batalla de Mine Run, en el otoño de 1863, Meade se quejó de la escasa actuación de Sykes. Meade y el general en jefe Ulysses S. Grant estuvieron de acuerdo en que Sykes no era una buena opción para la próxima Campaña Overland en mayo de 1864, por lo que cuando el ejército del Potomac se reorganizó esa primavera, Sykes fue retirado del mando del V Cuerpo y enviado a un servicio sin incidencias en el Departamento de Kansas. Durante la Incursión de Price en 1864, fue sustituido por James G. Blunt.

## Carrera después de la guerra
Después de la guerra, Sykes se retiró del servicio voluntario y volvió a servir en el ejército regular en 1866. Como teniente coronel, sirvió en el 5.º de Infantería de los Estados Unidos. Sykes fue ascendido a coronel el 12 de enero de 1868 y recibió el mando de la 20.ª Infantería de los Estados Unidos. Ejerció el mando en varios lugares de destino, desde Minnesota hasta Texas, hasta que murió mientras estaba de servicio en Texas, en Fort Brown, el 8 de febrero de 1880, a la edad de 57 años. Fue enterrado en el cementerio de West Point, West Point, Nueva York.